# Кріс Деркін
Кріс Деркін (англ. Chris Durkin, нар. 8 лютого 2000, Гемптон) — американський футболіст, півзахисник клубу «Даллас».

## Клубна кар'єра
Вихованець і «Ді Сі Юнайтед» та його фарм-клубу «Річмонд Кікерз». У березні 2015 року «Річмонд Кікерз» підписав контракт з п'ятнадцятирічним Крісом. 23 квітня в матчі проти клубу «Нью-Йорк Ред Буллз II» він дебютував у USL. 13 червня 2016 року «Ді Сі Юнайтед» підписав Деркіна як доморощеного гравця, втім протягом наступних півтора сезонів він все одно здебільшого виступав за «Річмонд Кікерз». 
У MLS він дебютував у матчі першого туру сезону 2018 3 березня проти «Орландо Сіті», замінивши у другому таймі Яміля Асада. Станом на 29 травня 2019 року відіграв за команду з Далласа 32 матчі в національному чемпіонаті.

## Виступи за збірні
2017 року у складі юнацької збірної США до 17 років взяв участь у юнацькому чемпіонаті КОНКАКАФ, де зіграв у п'яти іграх і став фіналістом змагань, а також юнацькому чемпіонаті світу в Індії, зігравши у п'яти іграх (забив один гол у ворота господарів турніру) і ставши чвертьфіналістом турніру.
У 2018 році у складі молодіжної збірної США Деркін взяв участь в молодіжному чемпіонаті КОНКАКАФ у Панамі, допомігши своїй команді здобути золоті медалі турніру. Цей результат дозволив команді кваліфікуватись на молодіжний чемпіонат світу 2019 року, куди поїхав і Кріс.

## Статистика виступів

### Статистика клубних виступів
| Сезон                      | Команда                    | Чемпіонат                  | Чемпіонат | Чемпіонат | Національний кубок | Національний кубок | Національний кубок | Континентальні кубки | Континентальні кубки | Континентальні кубки | Інші змагання | Інші змагання | Інші змагання | Усього | Усього | Усього |
| Сезон                      | Команда                    | Ліга                       | Ігор      | Голів     | Ліга               | Ігор               | Голів              | Ліга                 | Ігор                 | Голів                | Ліга          | Ігор          | Голів         | Ігор   | Голів  |        |
| -------------------------- | -------------------------- | -------------------------- | --------- | --------- | ------------------ | ------------------ | ------------------ | -------------------- | -------------------- | -------------------- | ------------- | ------------- | ------------- | ------ | ------ | ------ |
| 2015                       | «Річмонд Кікерз»           | USL                        | 1         | 0         | КСША               | 0                  | 0                  |                      | -                    | -                    |               | -             | -             | 1      | 0      |        |
| 2016                       | «Річмонд Кікерз»           | USL                        | 3         | 0         | КСША               | 0                  | 0                  |                      | -                    | -                    |               | -             | -             | 3      | 0      |        |
| 2017                       | «Річмонд Кікерз»           | USL                        | 11        | 0         | КСША               | 0                  | 0                  |                      | -                    | -                    |               | -             | -             | 11     | 0      |        |
| Усього за «Річмонд Кікерз» | Усього за «Річмонд Кікерз» | Усього за «Річмонд Кікерз» | 15        | 0         |                    | 0                  | 0                  |                      | -                    | -                    |               | -             | -             | 15     | 0      |        |
| 2016                       | «Ді Сі Юнайтед»            | MLS                        | 0         | 0         | КСША               | 1                  | 0                  |                      | -                    | -                    |               | -             | -             | 1      | 0      |        |
| 2017                       | «Ді Сі Юнайтед»            | MLS                        | 0         | 0         | КСША               | 1                  | 0                  |                      | -                    | -                    |               | -             | -             | 1      | 0      |        |
| 2018                       | «Ді Сі Юнайтед»            | MLS                        | 23        | 0         | КСША               | 2                  | 0                  |                      | -                    | -                    |               | -             | -             | 25     | 0      |        |
| Усього за кар'єру          | Усього за кар'єру          | Усього за кар'єру          | 38        | 0         |                    | 4                  | 0                  |                      | -                    | -                    |               | -             | -             | 42     | 0      |        |

## Досягнення

### Міжнародні
США U-17
- Фіналіст юнацького чемпіонату КОНКАКАФ: 2017

 США U-20
- Переможець молодіжного чемпіонату КОНКАКАФ: 2018